# Colpochila opaca
Colpochila opaca är en skalbaggsart som beskrevs av Lea 1917. Colpochila opaca ingår i släktet Colpochila och familjen Melolonthidae. Inga underarter finns listade i Catalogue of Life.